# UDO (linguagem de marcação)
UDO é uma linguagem de marcação leve. A sigla significa Universal Document Output (em português: Saída Universal de Documentos). Muito parecido com o mais recente reStructuredText, é bem adequado para escrever documentação.
Um programa de software livre correspondente, chamado udo, pode ser usado para converter documentos de origem em outros formatos como Apple–QuickView, ASCII, HTML, Texinfo, LinuxDoc–SGML, página man, Pure–C–Help, Rich Text Format, ST–Guide, LaTeX, Turbo Vision ou WinHelp. O UDO é liberado sob a licença pública GNU.

## História
O UDO foi criado após uma frustação de Dirk Hagedorn em 1994, no qual ele buscava um manual para ASCII. Dirk observou que ao adicionar hipertexto a uma transcrição do código binário o mesmo fora importado para um processador de texto. Porém, Dirk notou que se houvessem grandes mudanças no artigo outros seriam trocados automaticamente ou o processo seria reiniciado.
| “               | Quando terminei estes manuais, disse a mim mesmo: “Ah não Dirk, deve haver outra maneira mais fácil de obter versões diferentes de um arquivo de texto!”. | ” |
| — Dirk Hagedorn | |   |

A nova linguagem de marcação iniciou-se apenas em janeiro de 1995. Seu código-fonte inicial continha cerca de 10 bytes e sua sintaxe disponibilizava cerca de 10 comandos, sendo criada com LaTeX, pois, segundo Dirk, pretendia ser "fácil de aprender e flexível". O software criado poderia ser convertido para os formatos ST–Guide, ASCII e LaTeX. Desde sua versão 7.02, lançada em 2 de maio de 2013, o UDO passou a suportar quinze idiomas, entre eles o português.
Há versões disponíveis para instalação em DOS e Windows, sistemas operacionais compatíveis com Atari e Macintosh, além de descendentes do AmigaOS, NeXTStep, Solaris e Unix.

## Marcas
A estrutura de um documento apresenta as seguintes marcações:
```
!docinfo [title] Wikipédia
!docinfo [program] A enciclopédia livre
!docinfo [date] (!today)
!docinfo [author] Exemplo

###############################

!begin_document
!tableofcontents

!node (Um capítulo)
!subnode (Uma seção)
!subsubnode (Uma subseção)

!end_document
```

Este exemplo se inicia com o título (!docinfo [title]) e sucessivamente uma manchete fora definida (!docinfo [program]). Uma data pode ser definida em !docinfo [date], esta pode ser preenchida automaticamente utilizando (!today) ou manualmente. ! begin_document dá início a parte principal do documento, este comando é essencial. Opcionalmente pode-se produzir um índice utilizando ! tableofcontents. O texto é limitado em 4092 caracteres por linha, 800 palavras e 200 hiperligações por parágrafo. Obrigatoriamente encerrasse com ! end_document.

### Formatação de texto
A seguinte marcação proporciona a mudança da cor do texto:
```
(!cor)Wikipédia(!coloff)
```

No exemplo, cor deve ser substituído pelo nome de uma cor em em inglês. Por exemplo, se for substituído por orange (laranja, em português), o texto apresentado seria "Wikipédia".
| #       | Negrito   | Itálico   | Sublinhado    | Subscrito      | Sobrescrito    |
| ------- | --------- | --------- | ------------- | -------------- | -------------- |
| UDO     | (!B)/(!b) | (!I)/(!i) | (!U)/(!u)     | (!SUB)/(!sub)  | (!SUP)/(!sup)  |
| ASCII   | *         | /         |               |                |                |
| LaTex   | {\bf }    | {\it }    | {\underline } | $_{\mbox{ }}${ | $^{\mbox{ }}${ |
| WinHelp | {\b }     | {\i }     | {\ul }        |                |                |

### Alinhamento
Para o alinhamento de textos pode-se utilizar as seguintes marcações:
```
! begin_posição
Wikipédia, a enciclopédia livre
! end_posição
```

posição deve ser substituído por center para deixar o texto centralizado, flushright para deixar à direita ou flushleft para ficar à esquerda.